# Piesendorf
Piesendorf  är en ort och kommun i Österrike. Den ligger i distriktet Zell am See i förbundslandet Salzburg, 290 km väster om huvudstaden Wien. 
Kommunen består av fyra orter (Ortschaften) (inom parentes invånarantal 1 januari 2024):
- Aufhausen (564)
- Hummersdorf (141)
- Piesendorf (2 143)
- Walchen (1 015)